# Tuinen van West
Tuinen van West is een groengebied in het Amsterdamse stadsdeel Amsterdam Nieuw-West. Het gebied ligt aan weerszijden van de Osdorperweg in Oud Osdorp.
Het gebied is een onderdeel van de 'Westrandscheg' tussen de Westelijke Tuinsteden, de Haarlemmertrekvaart en de Ringvaart van de Haarlemmermeerpolder. Het bleef onbebouwd in het kader van het Algemeen Uitbreidingsplan uit 1935, naar de denkbeelden van de stedenbouwkundige Cornelis van Eesteren, die een soort groene vingers (groene scheggen) tussen de stadswijken (lobben) voorstelde om de natuur aldus het stedelijk gebied te laten binnendringen. Het gebied behield een agrarisch karakter, in de jaren tachtig werden er plannen voor woningbouw gemaakt. Later werden er bedrijventerreinen gepland. Uiteindelijk vonden deze plannen geen doorgang en werd het gebied bestemd voor recreatie. In het structuurplan van 2003 werd deze bestemming vastgelegd.
In 2009 werd gestart met de inrichting van Tuinen van West tot nieuw recreatiegebied. Onderdeel hiervan zijn de vier polders van Landelijk Osdorp: de Eendrachtpolder (Osdorper Binnenpolder-Noord), een tussen 1920 en 1940 uitgeveende droogmakerij, de Osdorper Binnenpolder-Zuid, een nog oorspronkelijk veenweidegebied, overblijfsel van het landelijke gebied van de vroegere gemeente Sloten, de Osdorper Bovenpolder, een tussen 1900 en 1920 uitgeveende droogmakerij, en de Lutkemeerpolder, een droogmakerij uit 1865.
Tot in de 21e eeuw hebben enkele agrarische bedrijven zich in dit gebied weten te handhaven, maar geleidelijk krijgen recreatieve voorzieningen, maar ook stadslandbouw hier een plek. Voorts zijn er nog enkele volkstuinenparken en een Bijenpark. Sinds 2014 is er een boomgaard, de 'Fruittuin van West'. Zo zijn er meer grote en kleine bedrijven gevestigd die streven naar duurzaamheid, respect voor de natuur en aandacht voor mensen, ook die met een beperking. 
In 2015 werd Ondernemersvereniging Tuinen van West opgericht die in samenspraak met Nieuw-West (Amsterdam) de belangen behartigt van de ondernemers in Tuinen van West, de bekendheid van het gebied bevordert, duurzame verbindingen tot stand brengt met bewoners van omliggende gebieden, steden en dorpen, organisaties en overheden. Tuinen van West worden zo verder gezamenlijk ontwikkeld met nadruk op stadslandbouw, kunst, cultuur, historie en landschap. Gezond eten en bewegen zijn daarbij belangrijk, evenals verduurzaming van de economie en educatie. Circulaire ProefTuin van West omvat innovatieve initiatieven gericht op vijf thema’s: Tuinen van West energieneutraal, ecologisch (zelf)beheer van het groen in het gebied, lokaal houden van alle groene grondstoffen, waardevol water en algen, de lokale voedselketen.
Het gebied maakt ook onderdeel uit van de Groene As een ecologische verbindingszone tussen het Amsterdamse Bos en het recreatiegebied Spaarnwoude. In 2010 werd een begin gemaakt met de aanleg van de Westrandweg, die het gebied aan de noordwestkant doorsnijdt. De weg werd geopend in december 2012.